# Skunksowiec patagoński
Skunksowiec patagoński, surillo patagoński, skunks patagoński (Conepatus humboldtii) – gatunek drapieżnego ssaka z rodziny skunksowatych.

## Systematyka
Rewizja taksonomiczna w oparciu o analizy morfologiczne, molekularne i kolor sierści przeprowadzona w 2013 roku, wykazała, że Conepatus chinga i C. humboldtii są konspecyficzne, a ponieważ C. chinga został opisany jako pierwszy, to ta nazwa powinna być ważną nazwą tego gatunku.

## Występowanie i biotop
Skunksowiec patagoński występuje w południowej Argentynie i przyległej do niej części Chile. Zamieszkują trawiaste i zakrzewione tereny skalistych wychodni do wysokości 200–700 m n.p.m. Spotykane również w pobliżu siedlisk ludzkich (domy, budynki).

## Charakterystyka
| Podstawowe dane (samce większe od samic) | Podstawowe dane (samce większe od samic) |
| ---------------------------------------- | ---------------------------------------- |
| Długość ciała                            | 50–60 cm                                 |
| Długość ogona                            | 15–18 cm                                 |
| Masa ciała                               | 1,1–4,5 kg                               |
| Dojrzałość płciowa                       | 10–11 miesięcy                           |
| Ciąża                                    | 9 tygodni                                |
| Liczba młodych w miocie                  | 3–7                                      |

### Wygląd
Średniej wielkości ssak. Nogi są stosunkowo krótkie i grube. Łapy uzbrojone w długie pazury, służące do kopania w ziemi. Długi pysk o krótkich, zaokrąglonych uszach i nagim nosie. Sierść koloru czarnego. Po bokach ciała biegną białe paski, które łączą się ze sobą na czole. Gruby, puszysty ogon. Posiada gruczoł zapachowy, wydzielający cuchnącą ciecz. Samica posiada 3 pary sutek.

### Tryb życia
Prowadzi samotniczy i głównie nocny tryb życia. Poszczególne areały osobnicze nakładają się na siebie i wynoszą 9,7-16,4 ha. W dzień odpoczywają w skalistych jamach, do których nie powracają w ciągu dnia. Porozumiewają się głównie poprzez gesty ciała.
Okres godowy i rozrodczy trwa prawdopodobnie w lutym i marcu. Po ciąży trwającej 9 tygodni samica rodzi 3-7 młodych (najczęściej 5). Młode odstawiane są od mleka, kiedy zaczną przyjmować regularny pokarm. Dojrzałość płciową uzyskują prawdopodobnie między 10 a 11 miesiącem życia.
Skunksowiec patagoński odżywia się głównie owadami, które  latem mogą stanowić 81,6% jego diety. W okresie jesienno-zimowym pokarm uzupełnia małymi ssakami, padliną i owocami.

## Podgatunki
Wyróżnia się 3 podgatunki:
- C. humboldtii castaneus
- C. humboldtii humboldtii
- C. humboldtii proteus

## Znaczenie
Skunksowiec patagoński ma niewielu wrogów. Polują na niego najprawdopodobniej niektóre patki drapieżne lub sowy.

## Zagrożenie i ochrona
W Czerwonej księdze gatunków zagrożonych Międzynarodowej Unii Ochrony Przyrody i Jej Zasobów został zaliczony do kategorii LC (niższego ryzyka). Gatunek ten jest objęty konwencją waszyngtońską CITES (załącznik II).